# Traver
Traver statisztikai település az USA Kalifornia államában, Tulare megyében. Lakosainak száma 731 fő (2020. április 1.).

## Népesség
A település népességének változása:

| 2010 | 713 |
| 2020 | 731 |